# 卡迪奥-肖德凯维奇偶联反应
Cadiot–Chodkiewicz偶联反应（Cadiot–Chodkiewicz coupling）
一分子末端炔烃与一分子卤代末端炔烃在亚铜盐（如氯化亚铜、溴化亚铜）和碱催化下发生偶联，得到丁二炔的衍生物。
反应一般在甲醇、乙醇、二甲基甲酰胺、四氢呋喃或水中进行。常用的碱有氨水、一级胺、吡啶和哌啶等。为了防止亚铜盐的氧化作用，可在反应混合物中加入盐酸羟胺。
该反应对底物敏感，炔上连有苯基及羟烷基可促进偶联反应的进行。
反应有时会产生自身偶联副产物，导致产率降低和产物分离困难。根岸（Negishi）等报道了一种具有严格配对选择性的钯催化 1,3-二炔锌的交叉偶联方法，可以克服以上缺点。
用于合成非对称二炔和天然高度不饱和不对称多炔类化合物以及其结构的证明。

## 反应机理
碱夺取末端炔（R-C≡C-H）的氢原子，生成的炔负离子与 CuX 作用产生炔化亚铜（R-C≡C-Cu）和 X−，然后炔化亚铜与卤代炔（R-C≡C-X）发生氧化加成，得 R-C≡C-Cu(X)-C≡C-R'。该中间体发生还原消除，得到产物 R-C≡C-C≡C-R'，并再生 CuX，完成催化循环。

## 应用
顺-1,4-二乙炔基-1,4-二甲氧基-2,5-环己二烯与自身和N-溴代琥珀酰亚胺、硝酸银作用得到的二溴化物，在甲醇中以及哌啶、盐酸羟胺和溴化亚铜存在下进行偶联，得到多个对称的大环多炔产物。